# Toxic 100 Index
Toxic 100 Air Pollutors Index und Toxic 100 Water Pollutors Index sind Ranglisten der 100 größten Wasser- und Luftverschmutzer in den USA. Viele davon sind international agierende  Industrieunternehmen. Herausgeber ist das 1998 gegründete Political Economy Research Institute (PERI, deutsch: Institut für politische Wirtschaftsforschung), einer rechtlich unabhängigen Einrichtung der University of Massachusetts Amherst mit engen Verbindungen zur wirtschaftswissenschaftlichen Fakultät, im Rahmen des Corporate Toxics Information Project (deutsch etwa: Projekt zur Information über den Schadstoffausstoß von Unternehmen). Das PERI beruft sich dabei auf den Freedom of Information Act und das Recht auf saubere Luft und reines Wasser (siehe u. a. Toxic Substances Control Act). Zusätzlich werden jährlich die größten Emittenten von klimaschädlichen Substanzen im Greenhouse 100 Pollutors Index benannt.
Die Rangliste der größten Luftverschmutzer wurde erstmals 2002 erstellt und seitdem sechsmal aktualisiert. Die aktuelle Version wurde 2018 publiziert und richtet sich nach drei Kriterien:
- Giftpunktzahl:  Als Grundlage dient die Masse der direkt vor Ort in die Luft abgegebenen Schadstoffe und der indirekt über die andernorts verbrannten Abfallstoffe des betreffenden Unternehmens (Incineration transfers) gemäß dem offiziellen Schadstoffemittenten-Register (Toxics Release Inventory, TRI) der Bundesumweltbehörde U.S. Environmental Protection Agency für das Jahr 2005, in die zusätzlich durch einen Faktor die Ausbreitungsintensität in die Umwelt und der Grad der Giftigkeit der Chemikalien sowie die Anzahl der betroffenen Menschen eingerechnet wird. Diese Gewichtung der Rohdaten erfolgt gemäß dem offiziellen Risiko-Screening für Umweltindikatoren des EPA.
- Masse der direkt und indirekt ausgestoßenen Luftgifte, ohne Gewichtung der Giftigkeit und der Anzahl der betroffenen Menschen
- Bedeutung (Coverage): Die Rangliste beschränkt sich auf die Darstellung der Giftpunkte für die Unternehmen, die in Listen der Zeitschriften Fortune, Forbes Magazine, und/oder der Standard-&-Poor’s-Liste der größten Unternehmen des Jahres 2007 enthalten sind. Getrennte Betriebsstätten werden hierbei den Mutterunternehmen zugeschlagen (anhand der letztverfügbaren Informationen über die Eigentümerstruktur).

## Die obersten 10 des Toxic 100 Air Polluters Index 2018 (Daten aus dem Jahr 2015)
| Rang | Unternehmen               | Giftpunktzahl (Freigesetzte Giftmenge [Pfund] x Giftigkeit x exponierte Bevölkerung) | Masse direkt emittierter Schadstoffe (in Millionen amerikanischen Pfund, gewichtet) | Masse indirekt emittierter Schadstoffe (in Millionen Pfund, ungewichtet) |
| ---- | ------------------------- | ------------------------------------------------------------------------------------ | ----------------------------------------------------------------------------------- | ------------------------------------------------------------------------ |
| 1.   | DuPont                    | 6.021.585                                                                            | 8,22                                                                                | 23,53                                                                    |
| 2.   | Berkshire Hathaway        | 5.587.777                                                                            | 2,36                                                                                | 0,1                                                                      |
| 3.   | General Electric          | 4.813.749                                                                            | 1,51                                                                                | 0,13                                                                     |
| 4.   | Royal Dutch Shell         | 4.666.378                                                                            | 2,46                                                                                | 0,24                                                                     |
| 5.   | TMS International         | 3.172.269                                                                            | 0,03                                                                                | k. A.                                                                    |
| 6.   | Arconic                   | 2.671.242                                                                            | 0,39                                                                                | k. A.                                                                    |
| 7.   | LyondellBasell Industries | 2.431.292                                                                            | 5,67                                                                                | 5,4                                                                      |
| 8.   | Freeport-McMoRan          | 1.925.413                                                                            | 6,81                                                                                | k. A.                                                                    |
| 9.   | ExxonMobil                | 1.919.199                                                                            | 8,97                                                                                | 0,39                                                                     |
| 10.  | United Technologies       | 1.839.298                                                                            | 0,05                                                                                | k. A.                                                                    |

## Die obersten 10 des Toxic 100 Index 2016 (Daten aus dem Jahr 2014)
| Rang | Unternehmen               | Giftpunktzahl (Freigesetzte Giftmenge [Pfund] x Giftigkeit x exponierte Bevölkerung) | Masse direkt emittierter Schadstoffe (in Millionen amerikanischen Pfund, gewichtet) | Masse indirekt emittierter Schadstoffe (in Millionen Pfund, ungewichtet) |
| ---- | ------------------------- | ------------------------------------------------------------------------------------ | ----------------------------------------------------------------------------------- | ------------------------------------------------------------------------ |
| 1.   | Alcoa                     | 14.444.034                                                                           | 4,92                                                                                | 0,06                                                                     |
| 2.   | DuPont                    | 7.771.745                                                                            | 3,32                                                                                | 10,08                                                                    |
| 3.   | Bayer AG                  | 7.387.044                                                                            | 0,27                                                                                | 18,22                                                                    |
| 4.   | General Electric          | 4.828.401                                                                            | 0,18                                                                                | 0,08                                                                     |
| 5.   | ExxonMobil                | 4.327.914                                                                            | 8,82                                                                                | 0,51                                                                     |
| 6.   | Berkshire Hathaway        | 3.712.082                                                                            | 3,05                                                                                | 0,11                                                                     |
| 7.   | LyondellBasell Industries | 3.427.510                                                                            | 4,88                                                                                | 4,11                                                                     |
| 8.   | Koch Industries           | 3.163.413                                                                            | 29,41                                                                               | 3,64                                                                     |
| 9.   | United Technologies       | 2.258.199                                                                            | 0,06                                                                                | 0,00                                                                     |
| 10.  | Robert Bosch              | 2.245.653                                                                            | 0,00                                                                                | 0,00                                                                     |

## Die obersten 10 des Toxic 100 Index August 2013
| Rang | Unternehmen         | Giftpunktzahl (Freigesetzte Giftmenge [Pfund] x Giftigkeit x exponierte Bevölkerung) | Masse direkt emittierter Schadstoffe (in Millionen amerikanischen Pfund, gewichtet) | Masse indirekt emittierter Schadstoffe (in Millionen Pfund, ungewichtet) |
| ---- | ------------------- | ------------------------------------------------------------------------------------ | ----------------------------------------------------------------------------------- | ------------------------------------------------------------------------ |
| 1.   | Precision Castparts | 16.563.535                                                                           | 0,11                                                                                | 0,06                                                                     |
| 2.   | DuPont              | 7.086.303                                                                            | 10,94                                                                               | 22,01                                                                    |
| 3.   | Bayer AG            | 5.257.823                                                                            | 0,67                                                                                | 8,10                                                                     |
| 4.   | Dow Chemical        | 4.363.312                                                                            | 6,05                                                                                | 7,60                                                                     |
| 5.   | ExxonMobil          | 3.213.993                                                                            | 9,82                                                                                | 0,81                                                                     |
| 6.   | BASF                | 2.989.289                                                                            | 5,49                                                                                | 3,71                                                                     |
| 7.   | LyondellBasell      | 2.954.294                                                                            | 5,17                                                                                | 2,74                                                                     |
| 8.   | Renco Group         | 2.803.506                                                                            | 5,84                                                                                | 0,01                                                                     |
| 9.   | General Electric    | 2.607.036                                                                            | 0,20                                                                                | 0,07                                                                     |
| 10.  | Ineos               | 2.399.202                                                                            | 2,46                                                                                | 0,81                                                                     |

## Die obersten 10 des Toxic 100 Index März 2010
| Rang | Unternehmen            | Giftpunktzahl | Masse direkt emittierter Schadstoffe (in Millionen amerikanischen Pfund, gewichtet) | Masse indirekt emittierter Schadstoffe (in Millionen Pfund, ungewichtet) |
| ---- | ---------------------- | ------------- | ----------------------------------------------------------------------------------- | ------------------------------------------------------------------------ |
| 1.   | Bayer AG               | 189,649       | 0.72                                                                                | 8.88                                                                     |
| 2.   | ExxonMobil             | 170,689       | 10.21                                                                               | 0.20                                                                     |
| 3.   | Sunoco                 | 138,743       | 3.88                                                                                | 0.81                                                                     |
| 4.   | DuPont                 | 122,436       | 12.43                                                                               | 22.82                                                                    |
| 5.   | ArcelorMittal          | 117,510       | 1.40                                                                                | 0.02                                                                     |
| 6.   | Steel Dynamics         | 99,952        | 0.74                                                                                | 7.00                                                                     |
| 7.   | Archer Daniels Midland | 97,281        | 11.11                                                                               | 0.00                                                                     |
| 8.   | Ford Motor Company     | 93,854        | 5.09                                                                                | 0.00                                                                     |
| 9.   | Eastman Kodak          | 87,328        | 1.97                                                                                | 0.66                                                                     |
| 10.  | Koch Industries        | 84,044        | 33.56                                                                               | 1.94                                                                     |

## Die obersten 10 des Toxic 100 Index 2008 (Daten aus dem Jahr 2005)
| Rang | Unternehmen            | Giftpunktzahl | Masse direkt emittierter Schadstoffe (in Millionen amerikanischen Pfund, gewichtet) | Masse indirekt emittierter Schadstoffe (in Millionen Pfund, ungewichtet) |
| ---- | ---------------------- | ------------- | ----------------------------------------------------------------------------------- | ------------------------------------------------------------------------ |
| 1.   | DuPont                 | 285,661       | 12.73                                                                               | 23.00                                                                    |
| 2.   | Archer Daniels Midland | 213,159       | 12.92                                                                               | 0.00                                                                     |
| 3.   | Dow Chemical           | 189,673       | 11.12                                                                               | 42.02                                                                    |
| 4.   | Bayer AG               | 172,773       | 0.72                                                                                | 6.93                                                                     |
| 5.   | Eastman Kodak          | 162,430       | 2.66                                                                                | 0.36                                                                     |
| 6.   | General Electric       | 149,061       | 4.14                                                                                | 7.14                                                                     |
| 7.   | Arcelor Mittal         | 134,573       | 0.94                                                                                | 0.00                                                                     |
| 8.   | US Steel               | 129,123       | 2.21                                                                                | 0.09                                                                     |
| 9.   | ExxonMobil             | 128,758       | 12.70                                                                               | 0.39                                                                     |
| 10.  | AK Steel               | 101,428       | 0.27                                                                                | 0.00                                                                     |